# Emsi távirat

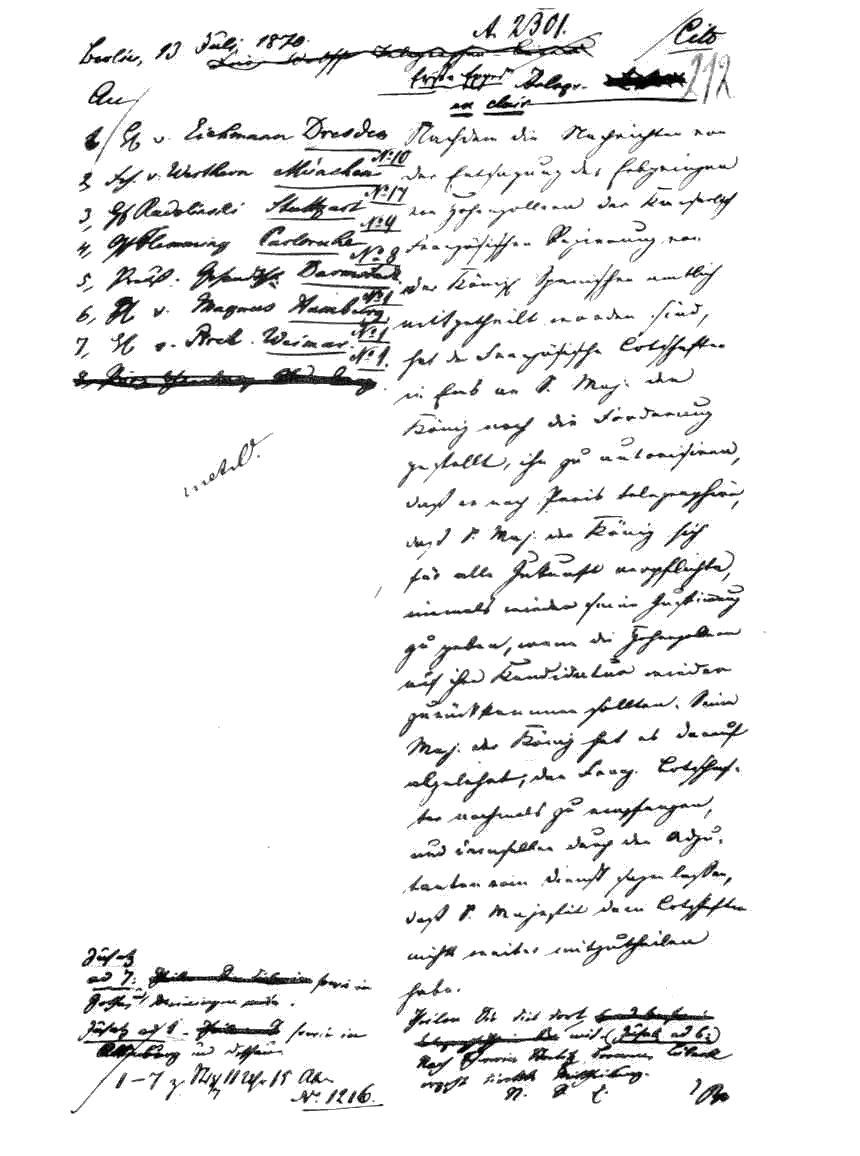
A Bismarck által 1870. július 13-án 23:15-kor az Északnémet Szövetségnél illetve délnémet államoknál tartózkodó porosz követeknek küldött értesítés

Az emsi távirat (egyes forrásokban emsi sürgöny) az Északnémet Szövetség belső távirata volt 1870. július 13-án, amely ürügyül szolgált az 1870−1871-es porosz–francia háború kitöréséhez. 
A két nagyhatalom ugyanis felkészültnek érezte magát az elkerülhetetlennek tartott háborúra egymás ellen: Poroszország Bismarck politikai irányításával a német egység megteremtésére készült, Franciaország pedig éppen ellenkezőleg, meg kívánta akadályozni ezt saját hatalmi pozícióinak védelme, erősítése érdekében. A diplomáciai játszma arról szólt, hogy melyikük viselje a háború megindításának felelősségét.
A táviratban Heinrich Abeken tanácsos, a külügyi hivatal egyik munkatársa tájékoztatta felettesét, Otto von Bismarck kancellárt az Emsben történtekől (I. Vilmos porosz király ugyanis itt gyógyíttatta magát). Bismarck a táviratot szándékosan olyan módon tette közzé, hogy az sértő legyen Franciaországra nézve, és el is érte a kívánt hatást: a Francia Császárság 1870. július 19-én hadat üzent a Porosz Királyságnak. 

## Politikai háttér

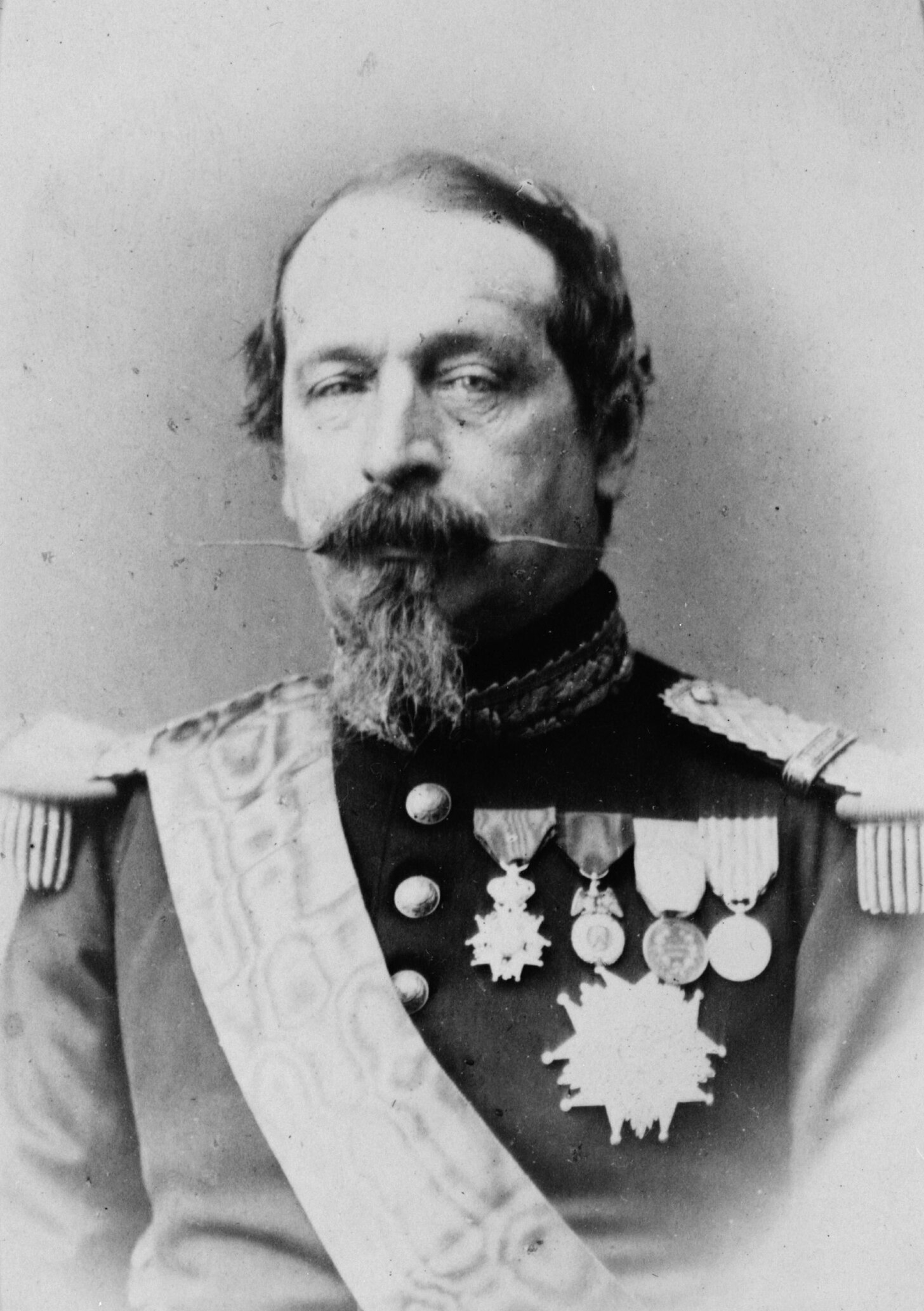
III. Napóleon (1869)

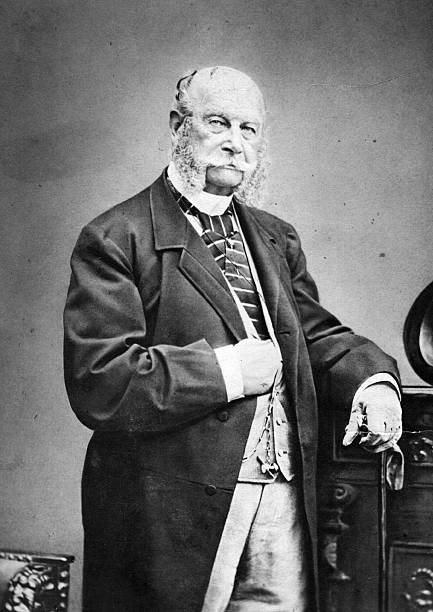
I. Vilmos (1870 körül)

1815-ben a napóleoni háborúkat lezáró bécsi kongresszus Franciaország szempontjából szégyenletes döntéseket eredményezett, amelyeket sem a krími háborúban (1853–1856) Anglia oldalán elért sikerek, sem a szárd–francia–osztrák háború (1859) nem tudtak feledtetni. Noha III. Napóleon igyekezett magát az európai nemzeti törekvések támogatójának feltüntetni, 1863-ban nem volt képes az oroszok ellen felkelt Lengyelország megsegítésére, ráadásul a nagyhatalmak elutasították Európa politikai átrendezésére vonatkozó javaslatát. A német egységre irányuló törekvésekre aggodalommal tekintett, ugyanis nem akarta, hogy az új német állam túl erős legyen. 1865-ben ugyan biztosította Bismarckot Franciaország semlegességéről, de cserébe az 1815-ös határok kiigazítását kérte, amit azonban nem kapott meg. Közben Franciaországban belső elégedetlenség bontakozott ki, a második császárság a fokozatos reformok ellenére is népszerűtlenné vált.
A korábbi Német-római Birodalom területén a bécsi kongresszus során alakult meg a harmincöt államot és négy szabad várost összefogó Német Szövetség, amely azonban nem rendelkezett közös államfővel, szövetségi végrehajtó hatalommal, törvényhozó gyűléssel, bíróságokkal vagy közös belső alkotmánnyal, célja az alapító irat szerint csupán Németország külső és belső biztonságának megőrzése volt. A következő lépés a német egység megteremtés útján a Német Vámunió megalakítása volt 1833 márciusában Poroszország, Hessen-Darmstadt, Bajorország és Württemberg, illetve utóbb Türingia, Szászország, Baden és Nassau részvételével. A vezető szerepet Poroszország játszotta; Ausztria nem csatlakozott a vámunióhoz. 1848–49-ben az első szabadon választott össznémet parlament elhatározta a német nemzetállam megalakítását alkotmányos monarchia formájában. Vita folyt arról, hogy az egységes államban a Habsburgok vagy a poroszok játsszák a vezető szerepet, végül uralkodónak IV. Frigyes Vilmos porosz királyt választották meg, aki azonban elutasította a felkérést, így a birodalmi alkotmány nem lépett életbe. 1861-ben a Porosz Királyság élére I. Vilmos került, aki már 1858 óta régensként kormányozta az országot. 1862-ben a király Otto von Bismarckot nevezte ki kancellárnak, aki szeptember 30-án tartott programbeszédében kifejtette, hogy „Poroszország határai a bécsi szerződés következtében nem felelnek meg az egészséges államéletnek.” 1866-ban a rövid ideig tartott porosz–osztrák háború a königgrätzi csata eredményeképpen egyértelmű porosz győzelemmel zárult; ezt követően alakult meg – immár Ausztria nélkül – az Északnémet Szövetség. A délnémet államokkal Poroszország titkos véd- és dacszövetségeket kötött.
A porosz–osztrák háborút követően Franciaország és Németország viszonya feszült volt. Franciaországot és a francia császárt sértette Bismarck elutasítása, aki nem volt hajlandó területi engedményekre a francia semlegességért cserébe. A németek viszont Franciaországban látták azt az ellenséget, aki megakadályozza a német egység kialakulását.

## Előzmények

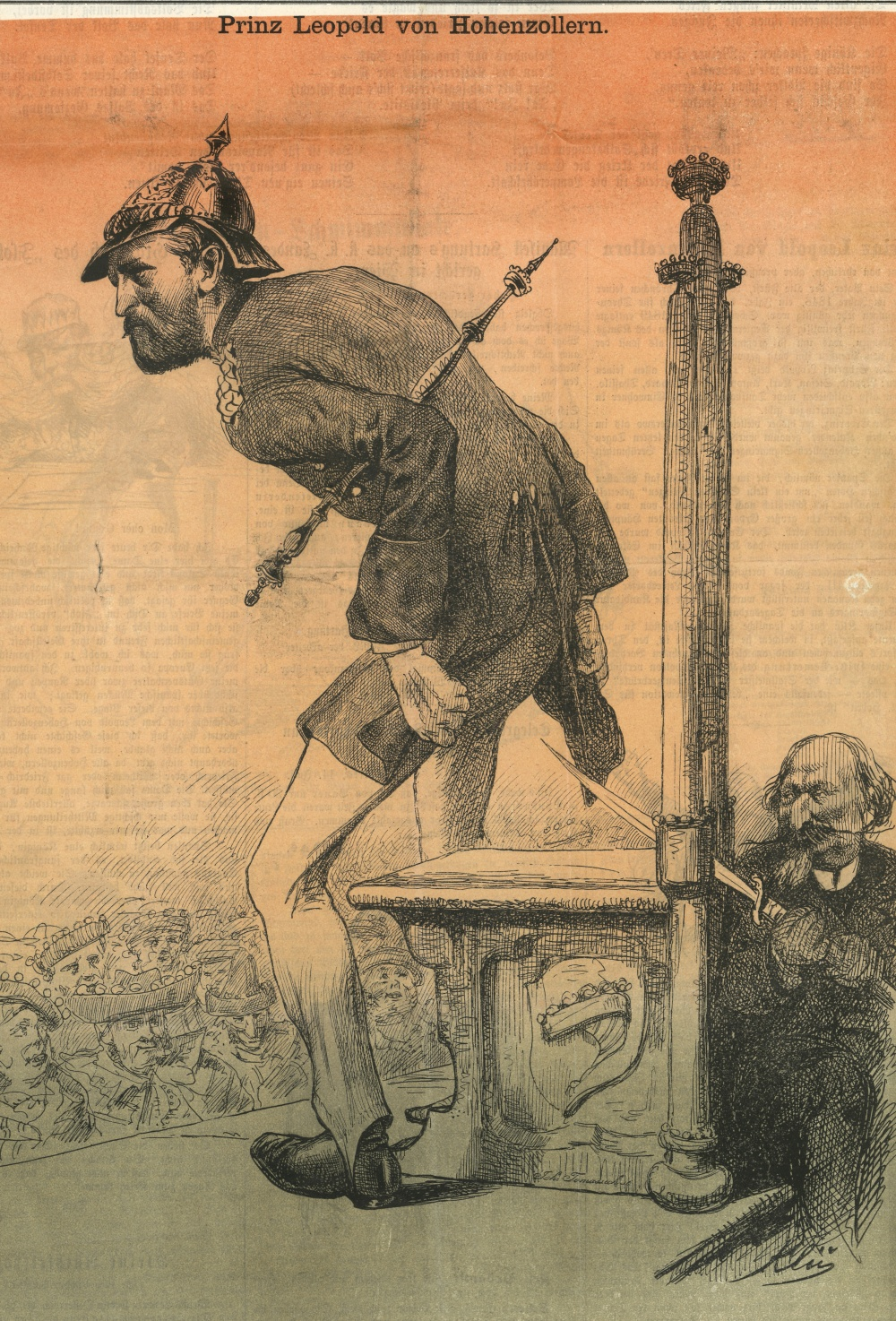
Leopold von Hohenzollern spanyol trónjelöltségét ábrázoló karikatúra a Der Floh című osztrák szatirikus lap 1870. július 19-iki számában

Az 1868-as spanyol forradalom során megfosztották trónjától II. Izabella királynőt, aki elhagyta az országot. A trón várományosai között Leopold von Hohenzollern herceg, (I. Károly román király testvére) is szóba került, ezért a spanyol miniszterelnök 1870. februárban érdeklődött a Hohenzollern-ház fejénél, I. Vilmos porosz királynál, hogy hozzájárul-e Leopold trónra lépéséhez. Otto von Bismarck kancellár támogatta a javaslatot annak külpolitikai kockázatai ellenére; tudnia kellett ugyanis, hogy Franciaország veszélyesnek tartaná, ha az ország két oldalról is egy-egy Hohenzollern uralkodó országával lenne határos. A kancellár a német egység létrehozása érdekében kívánatosnak tartotta Franciaország legyőzését, ezért amikor 1870. áprilisban Leopold elutasította a spanyol ajánlatot, Bismarck mindent elkövetetett, hogy meggyőzze, és júniusban ez sikerült is neki. Tisza István véleménye szerint Bismarck a jelöléssel a francia-porosz háború kikényszerítését kívánta elérni; vannak viszont, akik azt állítják, hogy Bismarck célja nem a háborús provokáció volt, hanem Franciaország visszariasztása a háborútól.
1870. július 2-án a spanyol miniszterelnök tájékoztatta a francia követet Leopold jelöléséről; 3-án a hír eljutott Franciaországba. Válaszul július 6-án Agénor de Gramont francia külügyminiszter parlamenti beszédében háborúval fenyegette meg Poroszországot. Tűrhetetlennek nevezte, hogy „idegen hatalom ültesse trónörökösét V. Károly trónjára, és ezzel hátrányunkra megzavarja Európa hatalmainak jelenlegi egyensúlyát, és veszélyeztesse Franciaország érdekeit és becsületét.” Bismarck úgy ítélte meg ezt a beszédet, hogy „hivatalos nemzetközi fenyegetés volt, kézzel a kard  markolatán,” ennek ellenére arra utasította a porosz külügyminisztériumot, hogy ne tegyen hivatalos lépéseket, viszont a sajtóban jelenhetnek meg goromba vélemények.
A francia külügyminiszter utasítására Vincent Benedetti gróf, az Északnémet Szövetséghez akkreditált francia követ július 9-én és 11-én is tárgyalt ebben az ügyben I. Vilmossal Emsben. I. Vilmos már 9-én biztosította Benedettit, hogy ő maga nem javasolta a jelölés elfogadását, 11-én pedig kijelentette, hogy a döntés a Hohenzollern-családra és nem Berlinre tartozik. A tárgyalások eredményeképpen július 12-én Leopold visszalépett a jelöltségtől. Franciaországban Émile Ollivier miniszterelnök erre úgy reagált, hogy „Kezünkben tartjuk a békét!” Bismarck viszont, aki már akkor csalódott volt, amikor megtudta, hogy a király az ő kihagyásával tárgyal a francia követtel, Leopold jelöltségének visszavonásakor kijelentette, hogy lemond tisztségéről.
Leopold visszalépésével mind III. Napóleon francia császár, mind I. Vilmos befejezettnek tekintette az ügyet, Franciaországban a császárné körül tömörülő háborúpártiak azonban fel akarták használni a lehetőséget a császárság előző évek megtépázott tekintélyének visszaállítására. Agénor de Gramontnak sikerült meggyőznie az idős és gyenge III. Napóleont, hogy követeljenek garanciákat a porosz királytól. Július 12-én tehát Benedetti azt az új utasítást kapta a külügyminisztertől, hogy érje el a porosz királynál, hogy az a sajtó útján tegyen ígéretet a franciáknak arról, hogy nem fogja megengedni a jelölés megújítását.

## Az emsi történések és a távirat

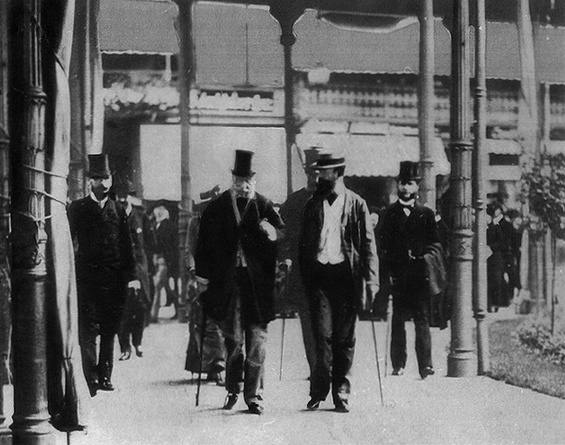
I. Vilmos Emsben Miklós Vilmos nassaui herceg társaságában (1870 körül)

Július 13-án Benedetti a fürdőhely sétányán közelítette meg I. Vilmost, és adta elő a francia kívánságokat. A porosz király a túlzónak tartott francia igényt elutasította, majd később a nap folyamán adjutánsa útján értesítette a francia követet, hogy Sigmaringenből megérkezett a válasz Leopold visszalépéséről, így az ügyet befejezettnek tekinti. A király az esetről Heinrich Abeken külügyi tanácsos útján táviratban értesítette Bismarck kancellárt.
Az Abeken által küldött távirat szövege
| Német szöveg | Fordítás |
| --- | --- |
| Ems, den 13. Juli 1870. Seine Majestät der König schreibt mir: "Graf Benedettifing mich auf der Promenade ab, um auf zuletzt sehr zudringliche Art von mir zu verlangen, ich sollte ihn autorisieren, sofort zu telegraphieren, daß ich für alle Zukunft mich verpflichtete, niemals wieder meine Zustimmung zu geben, wenn die Hohenzollern auf ihre Kandidatur zurückkämen. Ich wies ihn, zuletzt etwas ernst, zurück, da man à tout jamais dergleichen Engagement nicht nehmen dürfe, noch könne. – Natürlich sagte ich ihm, daß ich noch nichts erhalten hätte, und da er über Paris und Madrid früher benachrichtigt sei als ich, er wohl einsähe, daß mein Gouvernement wiederum außer Spiel sei." Seine Majestät hat seitdem ein Schreiben des Fürsten bekommen. Da Seine Majestät dem Grafen Benedetti gesagt, daß er Nachricht vom Fürsten erwarte, hat Allerhöchstderselbe mit Rücksicht auf die obige Zumutung, auf des Grafen Eulenburg und meinen Vortrag beschlossen, den Grafen Benedetti nicht mehr zu empfangen, sondern ihn nur durch einen Adjutanten sagen zu lassen: daß Seine Majestät jetzt vom Fürsten die Bestätigung der Nachricht erhalten, die Benedetti aus Paris schon gehabt, und dem Botschafter nichts weiter zu sagen habe. Seine Majestät stellt Eurer Exzellenz anheim, ob nicht die neue Forderung Benedettis und ihre Zurückweisung sogleich sowohl unseren Gesandten als in der Presse mitgeteilt werden sollte? | Ems, 1870. július 13. Őfelsége a király írja nekem: „Benedetti gróf elfogott a sétányon, hogy a legvégletesebben tolakodó módon azt követelje tőlem, hatalmazzam fel egy olyan távirat azonnali elküldésére, amelyben a jövőre nézve kötelezem magam, hogy soha többé nem adom hozzájárulásomat, ha a Hohenzollernek visszatérnek a jelöléshez. Végül kissé szigorúan elutasítottam, mivel egy ilyen à tout jamais kötelezvényt nem szabad és nem is lehet elfogadni. – Természetesen megmondtam neki, hogy még nem kaptam semmit, és mivel ő Párizson és Madridon keresztül már korábban értesült, mint én, könnyen beláthatja, hogy az én kormányon megint nincs benne a játékban.” Őfelsége azóta levelet kapott a hercegtől. Mivel Őfelsége megmondta Benedetti grófnak, hogy híreket vár a hercegtől, Őexcellenciája, figyelembe véve a a fentebbi felvetést, valamint Eulenburg gróf és az én javaslatomat, úgy döntött, hogy a továbbiakban nem fogadja Benedetti grófot, hanem egy szárnysegéd útján annyit közölt vele, hogy Őfelsége most megkapta a hercegtől annak a hírnek a megerősítését, amelyet Benedetti már Párizsból megkapott, és nincs további mondanivalója a követ számára. Őfelsége kérdezi Excellenciádat, hogy Benedetti új követelését és annak elutasítását nem kellene-e azonnal közölni mind követeinkkel, mind pedig a sajtóban? |

## A Bismarck által kiadott sajtóközlemény és francia fordítása

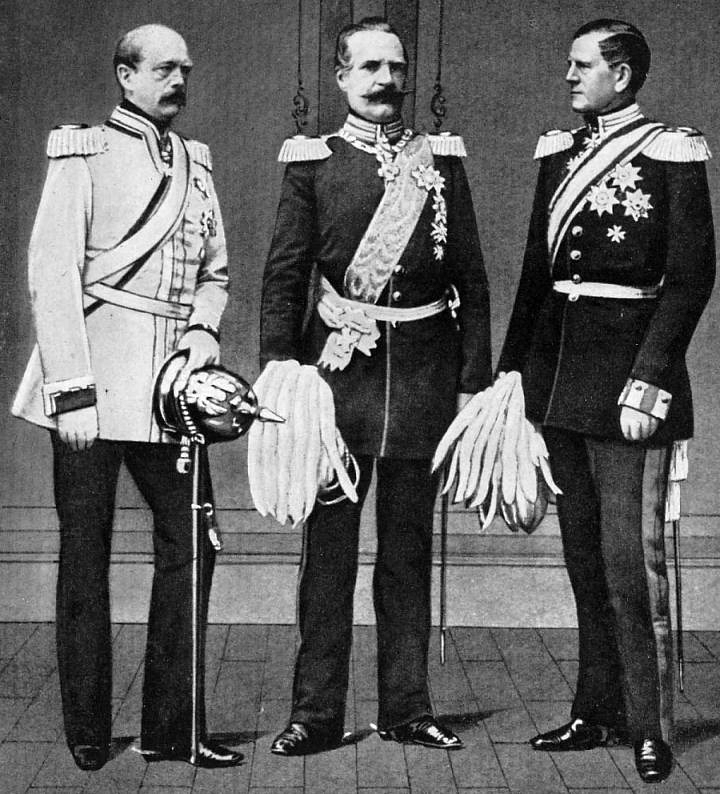
Bismarck, Roon és Moltke 1863-ban

Július 13-án este Bismarck két porosz tábornokkal, Helmuth Moltke vezérkari főnökkel és Albrecht von Roon hadügyminiszterrel vacsorázott, és közölte velük lemondási szándékát. A kancellár vacsora közben kapta meg az emsi táviratot, és rögtön rájött, hogy kapott egy esélyt a spanyolországi visszavonulás hatásának csökkentésére és Poroszország méltóságának helyreállítására. Miután feltett néhány kérdést Moltkénak a porosz hadsereg felkészültségét illetően, Bismarck megrövidítette a táviratot, amely így – Bismarck szándékainak megfelelően – sokkal sértőbbé vált, olyanná, amely „vörös kendőként hat a gall bikára”. Moltke meg is jegyezte, hogy míg az eredeti távirat inkább chamade volt (békealkut jelző kürtjel), a Bismarck-féle változat már kihívásra válaszoló harci riadó. Bismarck utóbb a nyilvánosság előtt is hangoztatta, hogy milyen könnyű egy szöveg értelmét kihagyásokkal és törléssel teljesen megváltoztatni, amint azt maga is megtette az emsi távirat esetében.
A sajtóközlemény szövege
| Német szöveg | Fordítás |
| --- | --- |
| Berlin, den 13. Juli 1870. Nachdem die Nachrichten von der Entsagung des Erbprinzen von Hohenzollern der Kaiserlich Französischen Regierung von der Königlich Spanischen amtlich mitgeteilt worden sind, hat der französische Botschafter in Ems an Seine Majestät den König noch die Forderung gestellt, ihn zu autorisieren, daß er nach Paris telegraphiere, daß Seine Majestät der König sich für alle Zukunft verpflichte, niemals wieder seine Zustimmung zu geben, wenn die Hohenzollern auf ihre Kandidatur wieder zurückkommen sollten. Seine Majestät der König hat es darauf abgelehnt, den französischen Botschafter nochmals zu empfangen, und demselben durch den Adjutanten vom Dienst sagen lassen, daß Seine Majestät dem Botschafter nichts weiter mitzuteilen habe. | Berlin, 1870. július 13. Miután a Spanyol Királyság hivatalosan közölte a francia császári kormányzattal a Hohenzollern herceg lemondásáról szóló híreket, az emsi francia követ azt követelte Őfelségétől, a királytól, hogy hatalmazza fel egy olyan távirat elküldésére Párizsba, amelyben a jövőre nézve kötelezi magát, hogy soha többé nem adja a hozzájárulását, ha a Hohenzollernek visszatérnek a jelöléshez. Őfelsége a király elutasította, hogy a francia követet újra fogadja, és szárnysegéde útján megüzente, hogy nincs további mondanivalója a számára. |

A sajtóközleményt még aznap éjjel eljuttatták a német és európai udvaroknál tartózkodó porosz követeknek, közvetlenül azoknak az északnémet kormányoknak, ahol nem volt porosz követ, valamint a kormány hivatalos lapjának, a Norddeutsche Allgemeine Zeitungnak. Franciaországban a Correspondance du Nord-Est és az Agence Havas július 14-én délelőtt közölte a hírt, előbbi korrekt módon összefoglalta a német sajtóközleményt, utóbbi hozzátoldott egy bekezdést, amelynek forrása feltehetőleg a francia külügyminisztérium volt.
A Havas hírügynökség által közzétett szöveg
| Francia szöveg | Fordítás |
| --- | --- |
| Berlin, 13 juillet, soir. On mande d'Ems : Après que la renonciation du prince Leopold de Hohenzollern au trône d'Espagne eût été communiquée officiellement au gouvernement français par le gouvernement espagnol, l'ambassadeur de France demanda au roi de l'autoriser à télégraphier à Paris que le roi de Prusse s'engageait à ne jamais donner de nouveau son consentement dans le cas où le prince de Hohenzollern reviendrait sur sa candidature. Le roi refusa de recevoir de nouveau l'ambassadeur de France et lui fit dire par l'adjudant de service que Sa Majesté n'avait plus rien à lui communiquer. D'après d'autres informations d'Ems, le roi aurait fait dire à M. Benedetti qu'il avait approuvé hautement la renonciation de son cousin au trône d'Espagne et qu'il considérait dès lors tout sujet de conflit comme étant écarté. | Berlin, július 13, este Emsből jelentik: Miután a spanyol kormány hivatalosan közölte a francia kormánnyal Leopold von Hohenzollern herceg lemondását a spanyol trónról, a francia követ felhatalmazást kért a királytól, megtáviratozza Párizsba, miszerint a porosz király vállalja, hogy soha többé nem adja beleegyezését arra az esetre, ha a Hohenzollern herceg visszatér a jelöltséghez. A király elutasította, hogy újra fogadja a francia követet, és az ügyeletes tiszthelyettessel megüzente, hogy Őfelségének nincs több közölnivalója számára. Más, Emsből származó információk szerint a király állítólag azt mondta Benedetti úrnak, hogy teljes mértékben helyesli kuzinja lemondását a spanyol trónról, és hogy a továbbiakban a konfliktus tárgyát megszűntnek tekinti. |

A párizsi sajtóhoz elsősorban a Havas hírügynökség anyaga jutott el, amely egy leiterjakabot tartalmazott: a német Adjutant (szárnysegéd) szót a hasonlóan hangzó francia adjudant-ra (tiszthelyettes) fordították, így a sértés még nagyobbnak tűnt.

## Következmények

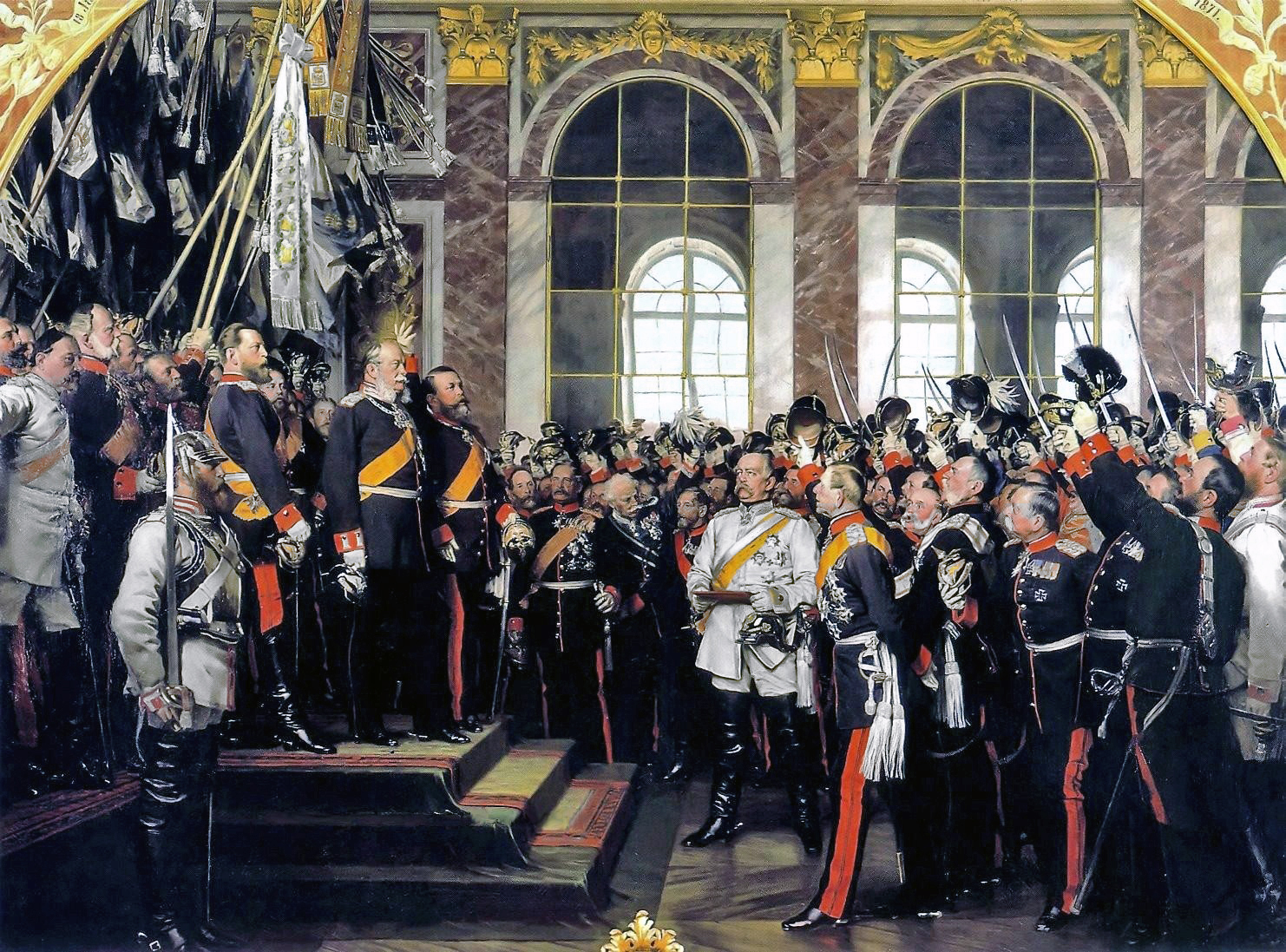
A Német Császárság kikiáltása 1871. január 18-án, Anton von Werner festménye (1885)

Mivel a hírügynökségi szöveg két bekezdése ellentmondásban állt egymással, a július 14-i párizsi sajtó még nem foglalt állást, kivéve a napon belül lekésőbb megjelenő Soir-t, amely vezércikkében így fogalmazott: „Nyilvánosan megsértették a követünket. Egyetlen francia sincs, aki ne érezné ezt a sértést.” A közvélemény egy része azonban tényként fogadta el a sajtóközleményt: a párizsi tőzsdén a részvényárfolyamok már délután három óra előtt összeomlottak, és mire a Soir este megjelent, a példányokat elkapkodták, Párizs izgalomban volt.
Július 14-én a francia minisztertanács három ülést tartott III. Napóleon elnökletével. Az utolsón, ami már a 15-ére virradó éjjel történt, a francia külügyminiszter tájékoztatta jelenlevőket, hogy a németek elterjesztették az európai udvarokban a francia követ elutasításáról szóló hírt. A harmadik ülésen a minisztertanács a mozgósítás mellett döntött, amelyet 15-én reggel rendeltek el, majd 19-én Franciaország hadat üzent Poroszországnak. Az Északnémet Szövetség parlamentjében július 19-én ujjongással fogadták a francia hadüzenetről szóló hírt, és a déli német államokban is népszerűvé vált a háború gondolata.
A porosz–francia háború hatására 1870. november 25-én a déli német államok (Baden, Hessen-Darmstadt, Württemberg és Bajorország) egyesültek az Északnémet Szövetséggel, amelynek neve az egyesülés következtében Német Szövetségre, december 9-én pedig Német Birodalomra változott. A háború Franciaország 1871. január 28-i kapitulációjával zárult, ugyanezen a napon a versailles-i kastély tükörtermében I. Vilmos hivatalosan a Német Császárság trónjára lépett. A felek 1871. február 26-án Versailles-ban ideiglenes, május 10-én Frankfurtban végleges békeszerződést kötöttek. Franciaország átadta a Német Birodalomnak Elzász és Lotaringia egy részét, a Metz környéki területet, és kötelezettséget vállalt 5 milliárd frank háborús jóvátétel fizetésére azzal, hogy az összeg kifizetéséig megszállás alatt marad.